# Sospita vedalla
Sospita vedalla är en fjärilsart som beskrevs av Hans Fruhstorfer 1914. Sospita vedalla ingår i släktet Sospita och familjen juvelvingar. Inga underarter finns listade i Catalogue of Life.